# Luis Ernesto Videla
Luis Ernesto Videla Berguecio (Curicó, Región del Maule, 23 de septiembre de 1960- Tomé, Región del Biobío, 1 de marzo de 2010) fue un ingeniero comercial y empresario chileno.
De larga trayectoria en el negocio aeronáutico, llegó a desempeñarse como gerente general de la aerolínea LanChile (después LATAM Airlines Group) entre 1996 y 2005.
También participó en el ámbito de la educación universitaria privada

## Familia
Nació como hijo del matrimonio formado por Luz Herminia Berguecio Figueroa y el general Manuel Ernesto Videla Cifuentes (jefe de la delegación chilena ante el proceso de mediación papal con Argentina) y Luz Herminia Berguecio Figueroa.
Contrajo matrimonio civil en primeras nupcias el 9 de mayo de 1986 en Providencia con María Luisa Andrade de Iruarrizaga, (hija de Manuel Fernando Andrade Vidal y Josefa María Concepción de Iruarrizaga Rivera). La pareja se divorció el 30 de agosto de 2005. En segundas nupcias contrajo matrimonio civil el día 13 de octubre de 2007 en Las Condes con Ana María Velasco Silva, hija del ministro del Interior de Michelle Bachelet 2006-2008, Belisario Velasco. De su primera un unión nacieron tres hijos, José Ignacio, María Luisa y Francisca, y de la segunda otras dos, Anita y María Jesús.

## Actividad profesional
Se formó en el Colegio San Ignacio de El Bosque de la capital. Estudió luego ingeniería comercial en la Pontificia Universidad Católica. 
Desde esta casa de estudios pasó al negocio de la aeronavegación de la mano de Fast Air Carrier, firma de la familia local Cueto. Cuando éste y un grupo de socios suyos -entre ellos, Sebastián Piñera- tomaron control de la compañía, en los años '90, le correspondió impulsar el despegue internacional de esta, logrando la apertura de mercados como Perú, Ecuador y Argentina.
También participó en la compra de Ladeco y en la posterior fusión. Ejerció como vicepresidente de planificación y desarrollo desde 1994, luego fue vicepresidente comercial, y entre 1996 y 2005 gerente general. Posteriormente fue nombrado director ejecutivo.
En 2006 dejó el cargo, incorporándose como socio a la Universidad San Sebastián.
Falleció en un accidente aéreo el 1 de marzo de 2010, en las cercanías de Tomé, zona afectada por el terremoto que había azotado al país dos días antes.

## Nota
1. ↑  Videla había sido compañero de universidad de Juan José Cueto, miembro de la segunda generación del grupo.